# Fakultet
En fakultet är en organisatorisk enhet vid en högskola eller ett universitet. Fakulteten har vanligen det högsta ansvaret för forskning och utbildning inom en ämnesgrupp.

## Medeltida fakulteter
Fakultetsbildning beskrivs ofta utifrån undervisningen vid Paris universitet under tidig medeltid. Vid palatsskolan samt katedralskolorna vid Notre-Dame de Paris och Sainte-Geneviève fanns grundläggande undervisning i grammatik, retorik och dialektik (trivium) samt aritmetik, geometri, musik och astronomi (quadrivium). Tillsammans utgjorde dessa ämnen de fria konsterna. Examen i dessa ämnen blev ett krav för att gå vidare till högre studier. Studenterna var indelade i nationer, härstammande från en tidigare indelning efter provinser. Nationerna var fyra till antalet - den franska, normandiska, pikardiska och engelska (senare kallad den germanska) - och utgjorde tillsammans den filosofiska fakulteten. Varje nation leddes av en procurator och en rector ledde fakulteten.
Kyrkans roll i undervisningen är central; till en början innehöll teologi även juridik. I Bologna undervisades dock även i romersk rätt, vilket kom att leda till att juridiken avskildes som ett eget ämne. I Paris inrättades en professorsstol för juridik, men denna innehöll länge enbart den kanoniska rätten. Den civila rätten kom till Paris universitet först senare. Slutligen anställdes under 1100-talet också professorer i "fysik", det vill säga medicin.
Gemensamma intressen och rättigheter kom att knyta professorerna inom respektive disciplin närmare till varandra och så småningom kunder fyra grupper av undervisare urskiljas. Vid universitetets start i mitten av 1200-talet fanns filosofisk fakultet för de fria konsterna, teologisk och juridisk fakultet för kyrkans behov samt en medicinsk fakultet. De tre senare kom att kallas de högre fakulteterna. Mot slutet av 1200-talet leddes de högre fakulterna av en dekanus som förestod fakultetens verksamhet. Medan filosofisk fakultet utfärdade en lägre examen kom undervisningen vid de högre fakulteterna att ta sikte på doktorsgraden. Den som utsetts till doktor – från latinets docendi, undervisa – var jämställd med fakultetens övriga lärare.

## Utveckling i modern tid
Denna struktur av fyra fakulteter övertogs av de flesta andra medeltida universitet och bibehölls till 1800-talet. I slutet av 1800-talet delades den filosofiska fakulteten i många länder i en humanistisk och en matematisk-naturvetenskaplig fakultet. I Sverige gjordes endast en uppdelning i två sektioner, vilket skedde 1876. Först 1956 delades den filosofiska fakulteten vid Uppsala och Lunds universitet i en matematisk-naturvetenskaplig och en humanistisk fakultet.
Senare har också flera nya indelningar tillkommit. I Sverige delades humanistisk fakultet 1964 i en humanistisk och en samhällsvetenskaplig fakultet. Under samma period började den traditionella principen att alla universitet skulle ha samma fakulteter att frångås. När Göteborgs Högskola och Göteborgs medicinska högskola slogs samman till Göteborgs universitet 1954 saknade man teologisk och juridisk fakultet. Dessutom tillkom under perioden genom sammanslagningar och nystarter nya fakulteter för områden som traditionellt tillhört separata yrkeshögskolor, till exempel teknisk, farmaceutisk och odontologisk fakultet. En motsvarande utveckling har också skett i andra länder.

## Aktuella förhållanden i Sverige
I samband med att begreppet vetenskapsområde (som fakultet betyder) infördes 1998 har en fakultet fått ett delvis förändrat uppdrag. Den förekommer vid de äldre universiteten och högskolorna såväl som vid de nya. Fakulteten leds av en fakultetsnämnd med valda ledamöter, inte som tidigare av samtliga professorer. Fakulteten leds av en av rektor utsedd dekanus biträdd av en prodekanus. Från att fakultetsnämnderna tidigare ansvarade för ett område med fasta resurser för forskning (sk fakultetsanslag) utgör nämnderna numera endast en struktur för att fördela ansvar för forskar- och forskarutbildningsfrågor vid universiteten och de högskolor som tilldelats vetenskapsområden.[källa behövs] På vissa universitet fördelar fakultetsnämnden så kallade fakultetsmedel. I de fall lärosätet inte har inrättat särskilda organ för grundutbildning skall fakultetsnämnderna även ansvara för grundutbildningsfrågor. Indelningen skiljer sig vitt mellan universiteten. Trots att fakultetsbegreppet tagits bort från det nationella regelverket, så har begreppet behållits lokalt vid många universitet.

## Organisation
Som tidigare nämnts kallas fakultetens högsta chef dekan eller dekanus (eng. dean, fr. doyen). Dekanus ställföreträdare kallas prodekanus (jfr prorektor). Dekanus är ordförande när fakulteten möts för att fatta beslut. Numera har kollegiemöten där samtliga disputerade lärare möts på de flesta håll ersatts med ett slags representativ demokrati där kollegiet utser en nämnd eller styrelse för fakulteten. I val till sådana nämnder brukar normalt enbart disputerade lärare vara valbara och ha rösträtt.
Fakulteter har traditionellt delats in i ämnesvisa institutioner. Filosofisk fakultet har exempelvis kommit att bestå av institutioner för moderna, klassiska och nordiska språk, historia, antropologi, filosofi et cetera. Stora fakulteter kan delas upp ytterligare i ett slags delfakulteter, ofta kallade sektioner.
I svensk kontext har indelningen på senare tid kommit att variera mellan olika lärosäten. Undantaget kravet på en högskolestyrelse och en myndighetschef (rektor), kan svenska lärosäten i hög grad besluta om sin egen interna organisation. En struktur som förekommer vid flera universitet och högskolor är "den liggande triangeln", där rektor bildar den övre spetsen medan fakulteter och institutioner bildar de båda nedre spetsarna. Tanken är att institutioner och fakulteter är jämställda varandra organisatoriskt men har olika arbetsuppgifter, varför fakultets- och institutionsledning båda svarar direkt inför rektor. I en sådan struktur kan en institution också svara gentemot flera fakulteter. På så sätt blir forsknings- och utbildningsuppdrag inom en viss disciplin inte knutna till ett begränsat ämnesområde, utan kan organiseras utifrån teman. Linköpings universitet var först i Sverige med en sådan organisation, och har idag forskargrupper för exempelvis Tema Barn och Tema Vatten där vetenskapsmän från samtliga vetenskapsområden möts kring det gemensamma temat.

## Teknisk eller teknisk-naturvetenskaplig fakultet
Den tekniska fakulteten omfattar tekniska ämnen som elektroteknik, datateknik (medan datavetenskap ursprungligen tillhörde filosofisk fakultet), systemteknik (medan systemvetenskap traditionellt tillhör filosofisk fakultet), maskinteknik, hållfasthetslära och industriell ekonomi. Det kan ofta omfatta naturvetenskapliga ämnen och matematik, som även kan tillhöra filosofiskt fakultet. Den som studerar vid teknisk fakultet kan erhålla examina såsom högskoleingenjör (dock ej i Finland, där den ges av särskilda yrkeshögskolor), teknologie kandidat, teknologie magister, teknologie master, civilingenjör, teknologie licentiat, teknologie doktor. Forskare anställda vid teknisk fakultet kan bland annat ha de akademiska titlarna teknologie lektor, teknologie docent och professor (utan förled). 
De fristående tekniska högskolorna Chalmers tekniska högskola, Kungliga Tekniska högskolan och Blekinge tekniska högskola har bara en fakultet som är teknisk.
Ibland kan den tekniska fakulteten benämnas teknisk högskola även om den är en del av högskolan. Svenska högskolor och universitet med teknisk fakultet är bland annat Lunds universitet, Linköpings universitet och Luleå tekniska universitet, där teknisk fakultet vid de båda senare ursprungligen varit separata tekniska högskolor. Uppsala universitet och Umeå universitet har teknisk-naturvetenskaplig fakultet. Vid Mittuniversitetet heter motsvarande vetenskapsområde Naturvetenskap, teknik och medier.

## Filosofisk fakultet
Den filosofiska fakulteten hade sina rötter i vad som ursprungligen kallades de fria konsternas fakultet. I Sverige uppdelades filosofisk fakultet 1956 i humanistisk och matematisk-naturvetenskaplig fakultet och 1964 tillkom även samhällsvetenskaplig fakultet inom det filosofiska området. Dessa tre fakulteter kom därigenom att benämnas de filosofiska fakulteterna. Begreppet filosofisk åsyftar således i detta sammanhang ett avsevärt bredare område än det nuvarande ämnet filosofi.